# Obrium fractum
Obrium fractum es una especie de escarabajo longicornio del género Obrium, categorizada en la tribu Obriini, de la subfamilia Cerambycinae. Fue descrita por Holzschuh en 2003.

## Descripción
Mide 4,6 mm de longitud.

## Distribución
Se distribuye por China.